# Biljett

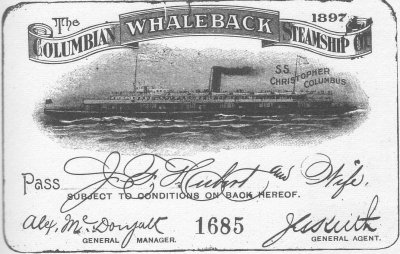
En ångbåtsbiljett från 1897

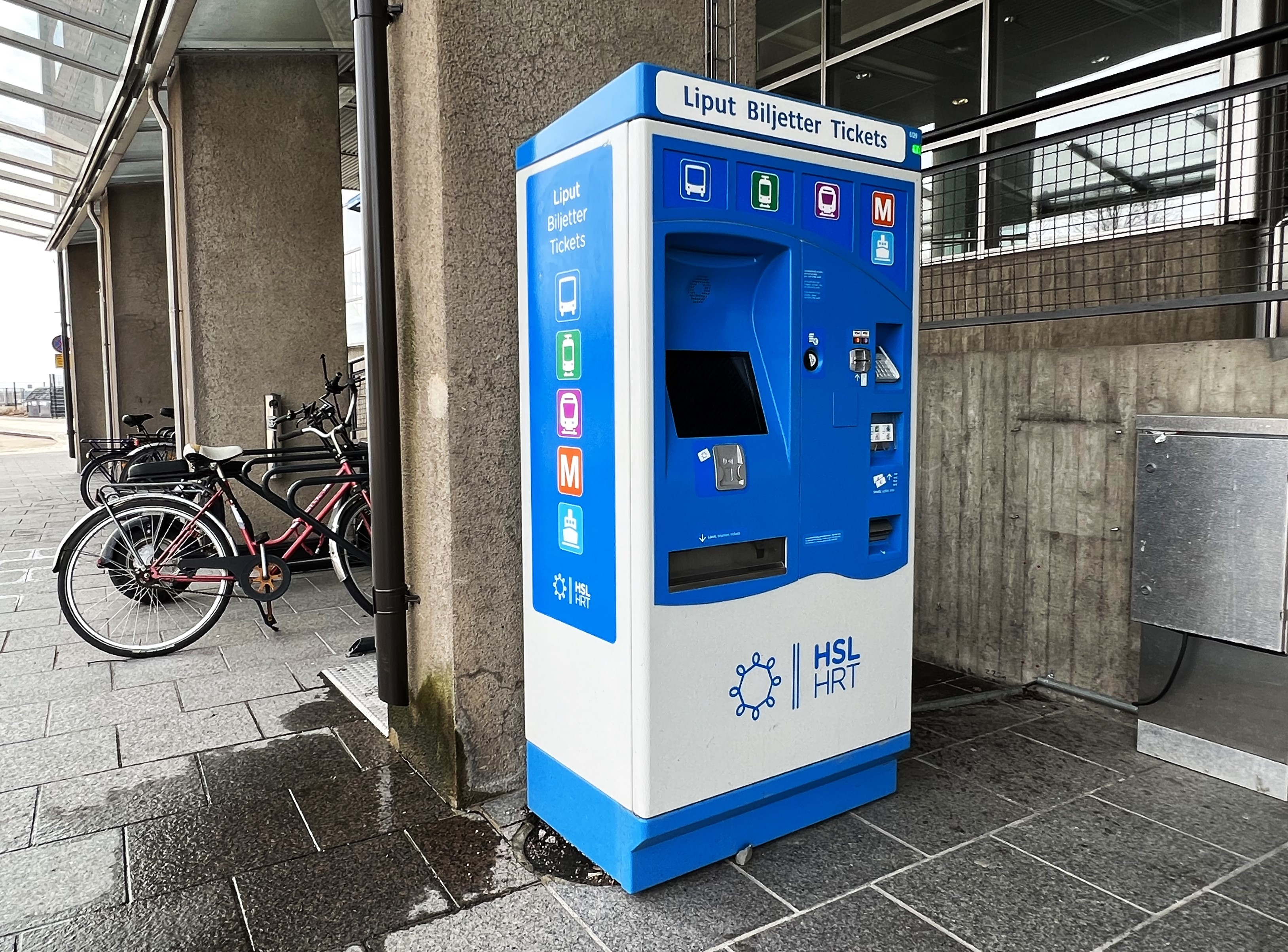
Biljettautomat i Viking Line-terminalen för kollektivtrafiken i Helsingfors

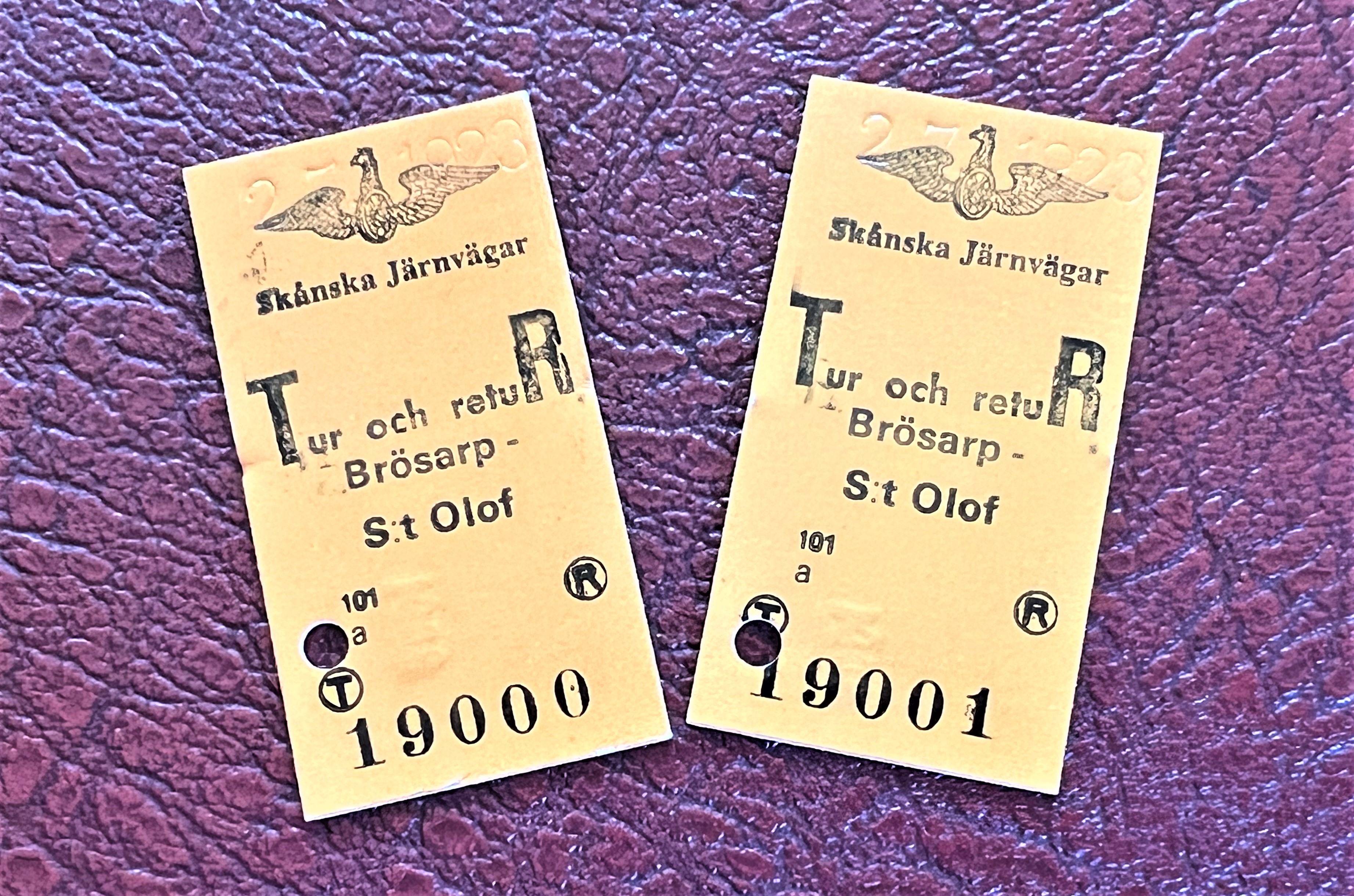
Skånska Järnvägars tur-och-returbiljett för sträckan Brösarp - Sːt Olof

Biljett avser vanligen en liten papperslapp eller ett litet kort som ger tillträde till ett arrangemang eller berättigande att resa (färdbevis). I den betydelsen är ordet "biljett" belagt i svenska språket sedan 1741. Biljetter kan vara personliga eller opersonliga och överlämnas eller visas upp vid spärr eller biljettkontroll.
Särskilt i äldre tider var det vanligt att biljetter köptes av föraren eller en konduktör ombord på färdmedlet, vid en entréingång eller i en biljettkassa. Det var vanligt att biljetten stansades med en biljettång eller stämplades med en stämpel vid nyttjandet för att den inte skulle kunna återanvändas. Ett alternativ är en tvådelad biljett som rivs av vid utnyttjande och där användaren får behålla den ena delen. Främst förr talades det om hel biljett och halv biljett. Hel biljett syftar på en biljett till fullt pris (ofta för vuxna) och halv biljett syftar på en biljett till halva priset (ofta för barn upp till en viss ålder). Under 2000-talet är det vanligt med andra biljettyper och prismodeller. Ett alternativ vid biljettköp är att beställa en biljett och få den hemskickad via fysisk post, ibland mot en extra avgift.
Den gamla pappersbiljetten har delvis ersatts med en elektronisk biljett (e-biljett), vilket innebär att tillträdesbeviset eller färdbeviset kan skickas till exempelvis en mobiltelefon och på så sätt medtagas till destinationen. Ett sådant exempel är mobilbiljetten. En e-biljett kan läsas av visuellt av en människa eller scannas av i en apparat. E-biljett kan även syfta på en biljett som skickas till mottagarens e-postadress och som den vid behov själv skriver ut på papper med en skrivare. En bokningsbekräftelse är inte nödvändigtvis detsamma som e-biljett.
Biljett är även en ålderdomlig benämning, från 1600-talet, på ett kortfattat brev, särskilt om brev med intimare innehåll.